# Liste der Bodendenkmäler in Kirchweidach
Auf dieser Seite sind die Bodendenkmäler in der oberbayerischen Gemeinde Kirchweidach zusammengestellt. Diese Tabelle ist eine Teilliste der Liste der Bodendenkmäler in Bayern. Grundlage ist die Bayerische Denkmalliste, die auf Basis des Bayerischen Denkmalschutzgesetzes vom 1. Oktober 1973 erstmals erstellt wurde und seither durch das Bayerische Landesamt für Denkmalpflege geführt wird. Die folgenden Angaben ersetzen nicht die rechtsverbindliche Auskunft der Denkmalschutzbehörde.

## Bodendenkmäler in Kirchweidach
| Lage                             | Objekt | Akten-Nr.     | Bild |
| -------------------------------- | --- | ------------- | ---- |
| (Standort)                       | Untertägige mittelalterliche und frühneuzeitliche Befunde im Bereich der Kath. Kirche St. Maria in Neukirchen a.d. Alz und ihres Vorgängerbaus. | D-1-7841-0056 |      |
| Neukirchen an der Alz (Standort) | Viereckschanze der späten Latènezeit und Siedlung der römischen Kaiserzeit.                                                                     | D-1-7841-0058 |      |
| Neukirchen an der Alz (Standort) | Siedlung des Neolithikums. | D-1-7841-0059 |      |
| (Standort)                       | Untertägige mittelalterliche und frühneuzeitliche Befunde im Bereich der Kath. Pfarrkirche St. Vitus in Kirchweidach und ihrer Vorgängerbauten. | D-1-7941-0224 |      |